# Суперкубок Англії з футболу 1952
Суперкубок Англії з футболу 1952 — 30-й розіграш турніру. Матч відбувся 24 вересня 1952 року між чемпіоном Англії «Манчестер Юнайтед» та володарем кубка країни «Ньюкасл Юнайтед».
| Володарі Суперкубка Англії 1952  |
| -------------------------------- |
|                                  |
| «Манчестер Юнайтед» Третій титул |

## Учасники
| Клуб                | Участей | Роки (жирним виділено перемоги) |
| ------------------- | ------- | ------------------------------- |
| «Манчестер Юнайтед» | 3       | 1908, 1911, 1948                |
| «Ньюкасл Юнайтед»   | 3       | 1909, 1932, 1951                |

## Матч

### Деталі
| 24 вересня 1952 |

| «Манчестер Юнайтед» | 4–2      | «Ньюкасл Юнайтед» |
| ------------------- | -------- | ----------------- |
| Роулі Берн Дауні    | Протокол | Кібл              |

| Олд-Траффорд, Манчестер Глядачів: 11 381 |

| В                |  | Рей Вуд        |
| З                |  | Томас Накналті |
| З                |  | Джон Астон     |
| ПЗ               |  | Джекі Кері (к) |
| ПЗ               |  | Алленбі Чилтон |
| ПЗ               |  | Дон Гібсон     |
| Н                |  | Джонні Беррі   |
| Н                |  | Джон Дауні     |
| Н                |  | Джек Роулі     |
| Н                |  | Стен Пірсон    |
| Н                |  | Роджер Берн    |
| Головний тренер: |  |                |
| Метт Басбі       |  |                |

| В                |  | Ронні Сімпсон   |
| З                |  | Боббі Кауелл    |
| З                |  | Рон Батті       |
| ПЗ               |  | Тед Робледо     |
| ПЗ               |  | Боб Стоукоу (к) |
| ПЗ               |  | Томмі Кейсі     |
| Н                |  | Томмі Вокер     |
| Н                |  | Хорхе Робледо   |
| Н                |  | Вік Кібл        |
| Н                |  | Невілл Блек     |
| Н                |  | Боббі Мітчелл   |
| Головний тренер: |  |                 |
| Стен Сеймур      |  |                 |